# Annalen der Physik
«Annalen der Physik» («Аннали фізики», тобто літопис фізики) — німецький науковий журнал, присвячений проблемам фізики. Один з найстаріших наукових журналів, видається з 1799 року. Публікує оригінальні статті в галузі експериментальної, теоретичної, прикладної та математичної фізики, а також суміжних областей. Всі статті попередньо рецензуються. З кінця XIX століття щорічно виходили три випуски журналу, приблизно по 1000 сторінок кожен. В теперішній час видаються 12 книг на рік, всього близько 800 сторінок.

## Історія
Першими журналами з фізики в Німеччині були Journal der Physik, що видавався з 1790 по 1794 рік, і Neues Journal der Physik (1795–1797). Доля Annalen der Physik, що змінив їх у 1799 році, виявилася більш успішною, він видається більше двох століть. Двічі у своїй історії міняв назву: Annalen der Physik und der physikalischen Chemie (1819–1824), Annalen der Physik und Chemie (1824–1899), проте у 1899 році повернувся до первісної назви.
Журнал активно сприяв бурхливому розвитку німецької фізики в XIX–XX століттях, у «Annalen der Physik» вперше опублікували свої видатні результати такі фізики і математики, як:
- Генріх Герц
- Вільгельм Конрад Рентген
- Пауль Гербер
- Альберт Ейнштейн
- Макс Планк
- Герман Мінковський
- Ервін Шредінгер

та інші основоположники сучасної фізики.
У воєнному 1944 році видання журналу було призупинено і відновилося в 1947 році в радянській зоні окупації (що з 1949 року стала НДР). Конкуруючий журнал Zeitschrift für Physik видавався в Західній Німеччині.
У період 1950–1990 рр. журнал видавався німецькою та англійською мовами, однак частка німецькомовних статей з кожним роком скорочувалася. Після возз'єднання Німеччини журнал остаточно перейшов на англійську мову. У 2011 році було оголошено про плани реформування видання. З 1998 року друкується у видавництві Wiley-VCH.